# Піві
Пі́ві (Contopus) — рід горобцеподібних птахів родини тиранових (Tyrannidae). Представники цього роду мешкають в Америці.

## Опис
Піві — невеликі птахи, середня довжина яких становить 13-20 см, а вага 12-37 г. Вони мають тьмяне, коричнювате, сірувате або сизувате забарвлення, горло у них зазвичай біле, очі червонуваті, нижня частина тіла світліша за решта тіла. На голові у піві є невеликий чуб. Піві живуть переважно на узліссях, живляться комахами, на яких чатують серед рослинності. Деякі види піві, що мешкають в Північній Америці, взимку мігрують до Південної Америки.

## Таксономія і систематика
Молекулярно-генетичне дослідження, проведене Телло та іншими в 2009 році дозволило дослідникам краще зрозуміти філогенію родини тиранових. Згідно із запропонованою ними класифікацією, рід Піві (Contopus) належить до родини тиранових (Tyrannidae), підродини Віюдитиних (Fluvicolinae) і триби Півієвих (Contopini). До цієї триби систематики відносять також роди Річковий пітайо (Ochthornis), Бурий москверо (Cnemotriccus), Бронзовий москверо (Lathrotriccus), Москверо (Aphanotriccus), Монудо (Mitrephanes), Піві-малюк (Empidonax), Феб (Sayornis) і Москверо-чубань (Xenotriccus).

## Види
Виділяють п'ятнадцять видів:
- Піві північний (Contopus cooperi)
- Піві великий (Contopus pertinax)
- Піві коста-риканський (Contopus lugubris)
- Піві сивий (Contopus fumigatus)
- Піві вохристий (Contopus ochraceus)
- Піві бурий (Contopus sordidulus)
- Піві лісовий (Contopus virens)
- Піві сірий (Contopus cinereus)
- Піві тумбезький (Contopus punensis)[6]
- Піві білогорлий (Contopus albogularis)
- Піві еквадорський (Contopus nigrescens)
- Піві карибський (Contopus caribaeus)
- Піві гаїтянський (Contopus hispaniolensis)
- Піві ямайський (Contopus pallidus)
- Піві антильський (Contopus latirostris)

## Етимологія
Наукова назва роду Contopus походить від сполучення слів дав.-гр. κοντος — стовп і πους — стопа.